# مبطلات الصوم
مبطلات الصوم أو مُفسدات الصوم، والفاسد والباطل في العبادات بمعنى واحد، ضد الصحيح. والذي يبطل به الصوم بمعنى: ما يكون به الصوم غير صحيح، وإذا بطل الصوم في يوم من صوم شهر رمضان خاصة لمن لا رخصة له في الإفطار؛ لزمه بعد بطلان صومه؛ الإمساك بقية اليوم لحرمة الوقت، والقضاء بعد ذلك، وأما المعذور الذي يباح له الفطر كالمريض؛ فلا يلزمه الإمساك. ويحرم تعمد الاستمرار في الإمساك بنية الصيام على من يحرم عليه الصيام كما في صوم الحائض.

## مبطلات الصوم
مبطلات الصوم (أي المفطرات) هي:

### ما وصل عمدا إلى الجوف
- ما وصل عمدا إلى الجوف مثل: الأكل والشرب، وما هو بمعنى الأكل والشرب، حال العمد والعلم والاختيار، فيبطل الصوم بما وصل عمدا إلى مسمى جوف، كالحلق والبطن والدماغ، فيفطر بكل ما أدخله الصائم باختياره عمدا إلى جوفه، أو مجوف في جسده كدماغه وحلقه، ونحو ذلك مما ينفذ إلى معدته، إذا وصل باختياره، وكان بإمكانه التحرز منه، سواء وصل من الفم على العادة، أو غير العادة كالوجور واللدود، أو من الأنف كالسعوط وهو إدخال الدواء عن طريق الأنف، أو ما يدخل من الأذن إلى الدماغ، أو ما يدخل إلى الجوف من طريق القبل أو الدبر كالحقنة، أو ما يصل من مداواة الجائفة إلى جوفه، أو من دواء المأمومة إلى دماغه، فهذا كله يفطره؛ لأنه واصل إلى جوفه باختياره، فأشبه الأكل، وكذلك لو جرح نفسه، أو جرحه غيره باختياره فوصل إلى جوفه، سواء استقر في جوفه، أو عاد فخرج منه، وبهذا كله قال الشافعي. وقال مالك: لا يفطر بالسعوط، إلا أن ينزل إلى حلقه، ولا يفطر إذا داوى المأمومة والجائفة، واختلف عنه في الحقنة، واحتج له بأنه لم يصل إلى الحلق منه شيء، أشبه ما لم يصل إلى الدماغ ولا الجوف. وذكر ابن قدامة أنه واصل إلى جوف الصائم باختياره، فيفطره كالواصل إلى الحلق، والدماغ جوف، والواصل إليه يغذيه، فيفطره كجوف البدن.[1] ويشترط فيما يصل إلى الجوف أن يكون عمدا، أما لو أدخله ناسيا فلا يبطل صومه؛ لحديث: «من أكل أو شرب ناسيا فليتم صومه..»

وبلع الريق غير مبطل للصوم وإن تجمع في الفم، ولا يلزم لأجل الصوم إخراج الريق كما قد يتوهم البعض، وأما بلع النخامة عمدا مبطل للصوم، وهي تختلف عن الريق، ويجب على الصائم قطعها ومجها، فهي مستقذر ويبطل الصوم ببلعها عمدا، أما إذا وصلت بغير تعمد ولا تقصير فلا يبطل بها الصوم.

### الاستقاءة
يبطل الصوم بالاستقاءة بمعنى: أن يَتعمد الصائمُ إخراج القيء من جوفه، فإن فعل ذلك؛ بطل صومه، ومثل ذلك فيما إذا غلبه القيء وخرج كرها وأعاده عمدا إلى جوفه فإنه يبطل صومه؛ لأنه في حال إعادته يعد إيصال عين إلى الجوف وهو مبطل للصوم. فإن ذرعه القيء أي: غلبه وخرج بغير تعمد إخراجه؛ فلا يبطل صومه وهو حينئذ غير مكلف بما هو خارج عن إرادته، إلا إذا أعاده إلى جوفه عمدا. ولو استقاء ناسيًا للصوم فلا يبطل صومه، وأما استخراج النخامة (البلغم و المخاط) من الجوف عمدًا ؛ فلا يبطل بها صومه. ويدل على هذا حديث: «من ذرعه القيء، فليس عليه قضاء، ومن استقاء عمدا فليقض».

### الجماع
يبطل الصوم بالجماع بالتقاء الختانين وتغييب الحشفة في أحد السبيلين، سواء أنزل أم لم ينزل، بشرط أن يكون حال العلم والعمد والاختيار، فإذا جامع الصائم في نهار رمضان عامدا مختارا؛ بطل صومه مع الإثم لأجل الصوم، ووجب عليه الإمساك بقية اليوم لحرمة الوقت، وقضاء صوم ذلك اليوم الذي أفسده، ويجب عليه مع القضاء للصوم الكفارة وهي عتق رقبة مؤمنة، فإن لم يجد فصيام شهرين متتابعين، فإن لم يستطع صيام شهرين متتاليين؛ أطعم ستين مسكينا. هذا إن أفسد صومه في نهار رمضان، فيجب عليه مع القضاء الكفارة والإمساك بقية اليوم مراعاة لحرمة الوقت في نهار رمضان.

### الإنزال
من مبطلات الصوم: إنزال المني عمدا بمباشرة، بمعنى: خروج المني بطريق المباشرة بشهوة، وذلك أن الصوم من حيث هو ترك المفطرات التي تتضمن معنى الإمساك عن شهوتي البطن والفرج. أما خروج المني بطريق الاحتلام أي: حال النوم؛ فلا يبطل به الصوم.

### الحيض والنفاس والولادة
من مبطلات الصوم: خروج دم الحيض والنفاس، والحيض هو الدم الخارج من أقصى رحم المرأة على سبيل الصحة من غير سبب الولادة، والنفاس هو الدم الخارج عقب الولادة، فيبطل صوم المرأة بخروج دم الحيض أو النفاس في نهار الصوم ولو بلحظة قبل غروب الشمس، وهذا بإجماع أهل العلم. يدل على هذا حديث: «أبي سعيد الخدري أن النبي ﷺ قال: أليس إذا حاضت المرأة لم تصل ولم تصم؟»، أخرجه البخاري ومسلم، وحديث معاذة لما سألت عائشة عن قضاء الحائض الصوم دون الصلاة، فقالت: «كان يصيبنا على عهد رسول الله ﷺ فنؤمر بقضاء الصوم ولا نؤمر بقضاء الصلاة».
وقد ذكر النووي في صوم الحائض أنه: أجمع أهل العلم على أن الصوم لا يصح من الحائض، ومثلها النفساء.
ويبطل الصوم بالولادة وهو خروج الولد ولو جافا؛ لأنه منعقد مما يوجب الغسل، وخروج الولد غالبا يعقبه خروج دم النفاس، لكن لو خرج الولد جافا ولم يخرج بعده دم النفاس؛ فيبطل صوم المرأة بسبب الولادة.

### الجنون والإغماء والسكر
يبطل الصوم بالجنون إذا طرأ على الصائم ولو لحظة. ويبطل الصوم بالإغماء إن عم جميع النهار، من طلوع الفجر إلى غروب الشمس، ويلزم قضاء الصوم، وإذا أفاق في أي جزء من النهار صح صومه، مثله السكر عمدا فيبطل به الصوم إن عم جميع النهار، أما النوم فلا يبطل به الصوم.

### الردة
يبطل الصوم بالردة، وهي الرجوع عن الإسلام إلى الكفر باختيار بكفر صريح، وتفاصيل ذلك في كتب: فروع الفقه.

## الإمساك لحرمة الوقت
الإمساك لحرمة الوقت هو الاستمرار في الصوم بعد بطلانه، وسببه مراعاة حرمة الوقت في نهار رمضان خاصة، ويكون في حق من بطل صومه في نهار رمضان، وهو مثل فساد الحج، حيث يلزم من أفسد حجه المضي في فاسده، وهو بخلاف الصلاة مثلا، فمن بطلت صلاته لا يستمر فيها، بل يخرج منها إن أمكنه ذلك، ومن بطل صومه بما يبطل به الصوم؛ لا يعد في الشرع صائما؛ لأن بطلان الصوم أي: فساده معناه الخروج من العبادة وعدم الاعتداد بالصوم، وهو إما أن يكون في نهار رمضان أو في غيره، فإن كان في غير نهار رمضان؛ فلا يلزمه الاستمرار في صوم باطل، سواء كان صومه تطوعا أو واجبا كالقضاء؛ لإنه وإن فعل ذلك يتعب نفسه في غير طاعة الله، وإن بطل صومه في نهار رمضان خاصة؛ فهو إما أن يكون ممن أباح الله له الفطر في نهار الصوم كالمريض والمسافر والحائض، فلا يلزمه الإمساك بقية اليوم؛ لأن الله قد أحل له الفطر في نهار رمضان، لكن الأفضل في حقه الاستتار عن أعين الناس؛ لئلا يقع في الشبهة كما أن المتبادر إلى الناس عدم العذر، وإما أن يكون ممن لا عذر له في الفطر فيلزمه الإمساك بقية اليوم مراعاة لحرمة نهار رمضان؛ لأن الله أوجب عليه الصوم، ولا عذر له في الإفطار، لكنه لما أفطر بلا عذر لزمه قضاء ذلك اليوم، وإنما لزمه الإمساك بقية اليوم لحرمة الوقت؛ لأن الإفطار في نهار رمضان بلا عذر يعد معصيه، والاستمرار في الفطر بقية النهار يعد استمرارا في المعصية.